# Hans Herrmann (längdåkare)
Hans Herrmann, född 1892, död i april 1968 i Gstaad i kantonen Bern, var en schweizisk längdskidåkare. Vid olympiska vinterspelen 1924 i Chamonix deltog han i femmilen, men bröt loppet.